# Eleuterio Macedo
Eleuterio Macedo (siglo XIX) fue un abogado y político peruano. Fue presidente interino de la Cámara de Diputados del Perú en la legislatura de 1870-1871.

## Biografía
Natural de Puno, perteneciente a una familia de grandes propietarios, de la que también formaba parte Rufino Macedo.
En 1865 fue elegido diputado por la provincia de Azángaro. Luego fue elegido miembro del Congreso Constituyente de 1867 por la provincia de Chancay durante el gobierno de Mariano Ignacio Prado. Este congreso expidió la Constitución Política de 1867, la octava que rigió en el país, y que sólo tuvo una vigencia de cinco meses desde agosto de 1867 a enero de 1868.
En 1868 fue elegido  diputado por la provincia de Azángaro y fue reelecto en 1872. En 1876 fue elegido diputado por la provincia de Carabaya y reelecto en 1879.
En la sesión de su cámara del 18 de diciembre de 1868, interpeló al ministro de Gobierno Pedro Gálvez Egúsquiza (del gobierno de José Balta y Montero), denunciando los excesos cometidos en la represión de la rebelión encabezada por Juan Bustamante Dueñas en el departamento de Puno. Este suceso había ocurrido el año anterior, durante el gobierno de Mariano Ignacio Prado.
Era 2.º vicepresidente de la Cámara de Diputados, cuando el 15 de diciembre de 1870 reemplazó a Manuel Benjamín Cisneros en la presidencia de la misma. Ello se debió a que tanto Cisneros como el 1.º vicepresidente de la Cámara, Juan Oviedo, fueron nombrados vocales de la Corte Suprema y quisieron dedicarse exclusivamente a la magistratura. Macedo presidió la legislatura ordinaria hasta el 30 de enero de 1871.
En julio de 1872 firmó la declaración de protesta del Congreso contra la rebelión de los coroneles Gutiérrez. Fue en esa ocasión cuando los militares facciosos penetraron en el recinto legislativo y desalojaron a culatazos a los parlamentarios.
En las elecciones parlamentarias de 1879, logró su elección como accesitario del segundo presidente de la Cámara de Diputados. En 1881, luego de la ocupación chilena de Lima, presidió las Juntas Preparatorias del Congreso Extraordinario, que se reunió en el local de la Escuela de Clases de Chorrillos, uno de los pocos edificios que se salvó del saqueo y la destrucción ocasionada por el ejército invasor.
Entre 1886 volvió a ser electo diputado por Azángaro. En esos años formó parte de la minoría parlamentaria combativa que se opuso a la aprobación del Contrato Grace, en el primer gobierno de Andrés A. Cáceres, minoría que terminó siendo expulsada del Congreso. Se convocaron nuevas elecciones para proveer de otros parlamentarios al Congreso, y fue así como el gobierno pudo llevar llevar adelante el controvertido contrato.
Falleció en Lima, a fines del siglo XIX.